# Pfarrkirche Marbach am Walde

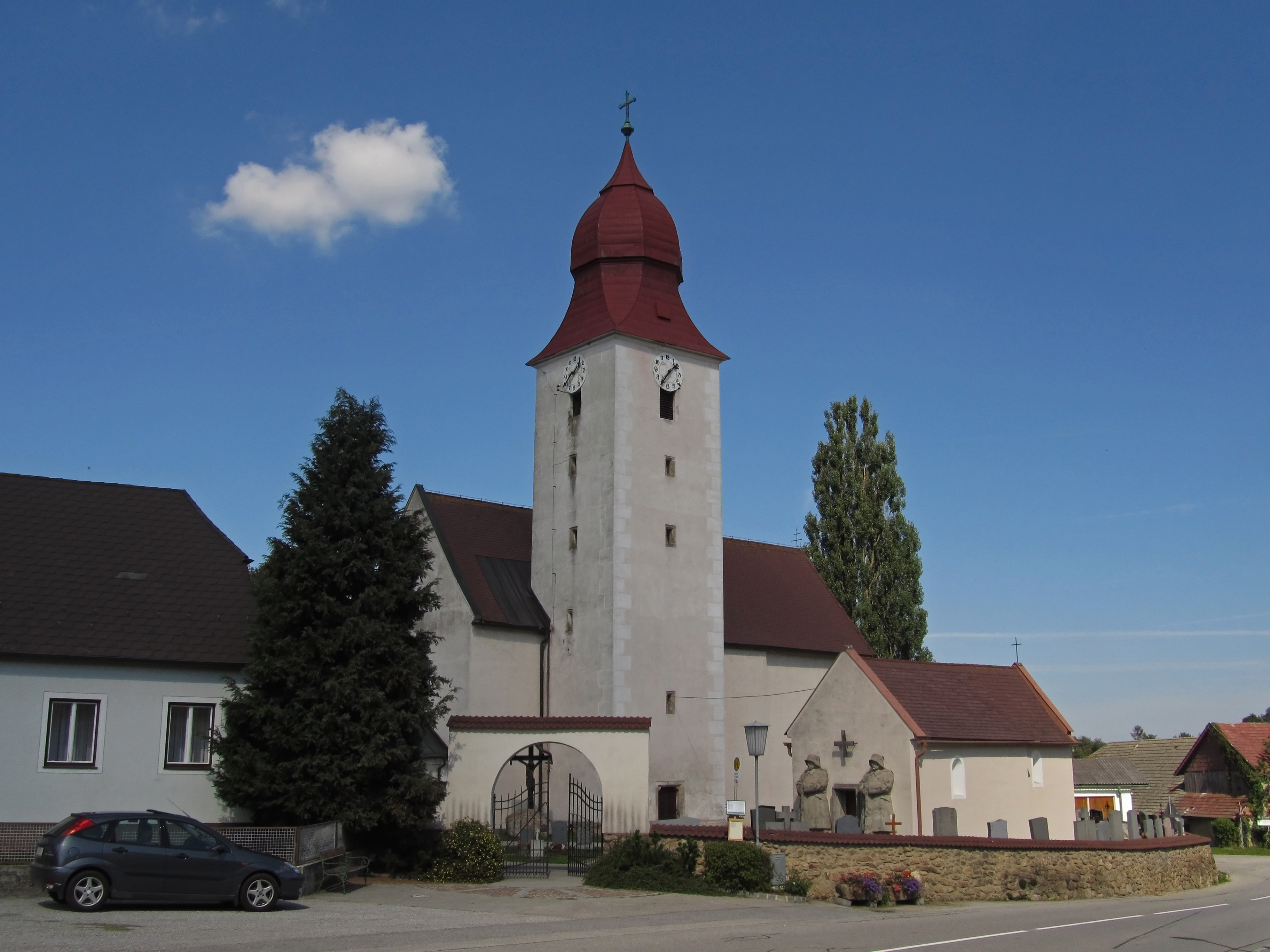
Katholische Pfarrkirche hl. Jakobus der Ältere in Marbach am Walde

Die römisch-katholische Pfarrkirche Marbach am Walde liegt etwas erhöht am Rande des Angers der Ortschaft Marbach am Walde in der Stadtgemeinde Zwettl-Niederösterreich. Die auf den Heiligen Jakobus der Ältere geweihte Pfarrkirche gehört zum Dekanat Zwettl der Diözese St. Pölten. Die Kirche, der Friedhof und die romanische Friedhofskapelle stehen unter Denkmalschutz.

## Geschichte
Die Pfarre Marbach bestand schon vor 1338, war 1483 Vikariat und ab dem 16. Jahrhundert wieder eine eigene Pfarre.
Der ursprünglich gotische Kirchenbau aus dem 13./14. Jahrhundert erhielt einen spätgotischen Choranbau und um 1500 einen Südturm und wurde 1726 barockisiert. 1775 wurde eine Vorhalle angebaut. 1884 wurde die Kirche renoviert. 1947/1953 und 1982 waren Restaurierungen.

## Architektur
Die Kirche ist von einem Friedhof und einer niedrigen Bruchsteinmauer umgeben. 
Das Langhaus hat eine glatte Giebelfront und Rundbogenfenster von 1699. Die im Westen vorgebaute barocke Vorhalle mit vorspringendem Mittelteil und abgerundeten Ecken ist durch Pilaster und Gesimse gegliedert. Der Chor ist leicht eingezogen. Er verfügt über einen dreiseitigen Schluss und Strebepfeiler. Der Turm hat ein spätgotisches Portal und Schallfenster. Er wird von einer welschen Haube bekrönt. An der Nordseite des Chors liegt ein eingeschoßiger Sakristeianbau mit gotischen Rechteckfenstern.
Das zweijochige Langhaus erhielt 1726 ein Tonnengewölbe mit Stichkappen. Im Inneren erhebt sich an der Westseite eine dreibogige, kreuzgratunterwölbte Empore. Vor dem leicht erhöhten Chor, der so wie das Langhaus über eine Stichkappentonne verfügt, befindet sich ein rundbogiger Triumphbogen. Die Sakristei liegt unter einem Tonnengewölbe.

## Ausstattung
Der barocke Hochaltar wurde 1713 von Hans Jörg Zöttler angefertigt. Er verfügt über einen Säulenaufbau aus Holz mit gesprengtem Giebel, ein Altarblatt Hl. Familie aus der Mitte des 19. Jahrhunderts und ein barockes Relief des hl. Jakobus im Auszug. Der linke Seitenaltar im frühbarocken Stil aus der Zeit um 1700 verfügt über Figuren der Madonna, des Gottvaters und des hl. Josef aus der Bauzeit des Altars. In seiner Mitte ist eine spätgotische Gruppe hl. Anna Selbdritt aus der zweiten Hälfte des 15. Jahrhunderts zu sehen. An seiner rechten Seite befindet sich eine Johannes-Nepomuk-Statue aus der ersten Hälfte des 18. Jahrhunderts. Als Altarplatte dient ein frühgotischer Grabstein mit Ritzkreuz. Der rechte Seitenaltar ist mit einem Kreuzigungsbild aus der ersten Hälfte des 18. Jahrhunderts versehen.
Zur weiteren Ausstattung zählen eine frühbarocke Kanzel von Michael Miller mit später verändertem Schalldeckel sowie eine Orgel von Benedikt Latzl aus dem Jahr 1865.